# Real Zaragoza 2008-2009
Questa voce raccoglie le informazioni riguardanti il Real Saragozza nelle competizioni ufficiali della stagione 2008-2009

## Stagione
Retrocesso in Segunda División nella stagione precedente, il Real Saragozza tornò subito in massima serie grazie al secondo posto conquistato in campionato, alle spalle dello Xerez CD. In Coppa del Re giocò una sola partita, persa per 1-0 a Donostia contro la Real Sociedad. L'attaccante brasiliano Ewerthon, con 28 reti realizzate, stabilì il record di gol segnati in una sola stagione da un giocatore nella storia della squadra aragonese. Nella stagione 2008-2009 Marcelino García Toral fu il tecnico più pagato della Spagna. L'allenatore asturiano aggregò alla prima squadra alcuni giovani del Real Saragozza B come Ander Herrera, Goni e Pascual; fu un fatto inconsueto per il club.
Lo stile di gioco del Real Saragozza fu giudicato non bello ma efficace.

## Rosa
| N. |                       | Ruolo | Calciatore           |
| -- | --------------------- | ----- | -------------------- |
| 1  | Spagna (bandiera)     | P     | Javier López Vallejo |
| 2  | Uruguay (bandiera)    | D     | Carlos Diogo         |
| 3  | Spagna (bandiera)     | D     | Javier Paredes       |
| 4  | Spagna (bandiera)     | D     | Luis Carlos Cuartero |
| 5  | Argentina (bandiera)  | D     | Roberto Ayala        |
| 6  | Spagna (bandiera)     | D     | Chus Herrero         |
| 7  | Spagna (bandiera)     | C     | Jorge López          |
| 7  | Francia (bandiera)    | C     | Peter Luccin         |
| 8  | Brasile (bandiera)    | A     | Ewerthon             |
| 9  | Brasile (bandiera)    | A     | Ricardo Oliveira     |
| 10 | Spagna (bandiera)     | A     | Braulio Nóbrega      |
| 11 | Camerun (bandiera)    | C     | Franck Songo'o       |
| 14 | Spagna (bandiera)     | C     | Gabi                 |
| 15 | Spagna (bandiera)     | D     | Francisco Pavón      |
| 16 | Portogallo (bandiera) | D     | Fábio Coentrão       |

| N. |                      | Ruolo | Calciatore       |
| -- | -------------------- | ----- | ---------------- |
| 17 | Argentina (bandiera) | C     | Juan Pablo Caffa |
| 18 | Spagna (bandiera)    | C     | Antonio Hidalgo  |
| 19 | Spagna (bandiera)    | A     | Javier Arizmendi |
| 20 | Spagna (bandiera)    | C     | David Generelo   |
| 21 | Spagna (bandiera)    | C     | Alberto Zapater  |
| 22 | Spagna (bandiera)    | D     | Rubén Pulido     |
| 23 | Argentina (bandiera) | C     | Leonardo Ponzio  |
| 23 | Spagna (bandiera)    | D     | Sergio Fernández |
| 24 | Francia (bandiera)   | D     | Stéphane Pignol  |
| 25 | Spagna (bandiera)    | P     | Toni Doblas      |
| 26 | Spagna (bandiera)    | D     | Raúl Goni        |
| 31 | Spagna (bandiera)    | C     | Adrià Granell    |
| 34 | Spagna (bandiera)    | C     | Ander Herrera    |
| 38 | Spagna (bandiera)    | C     | Vicente Pascual  |

## Calciomercato

### Sessione estiva (dal 1/7 al 31/8)
| Arrivi | Arrivi           | Arrivi     | Arrivi        |
| R.     | Nome             | da         | Modalità      |
| ------ | ---------------- | ---------- | ------------- |
| D      | Stéphane Pignol  | svincolato |               |
| P      | Toni Doblas      | svincolato |               |
| D      | Rubén Pulido     | Almería    | definitivo    |
| C      | Antonio Hidalgo  | svincolato |               |
| C      | Juan Pablo Caffa | Real Betis | prestito      |
| C      | Franck Songo'o   | Portsmouth | definitivo    |
| D      | Fábio Coentrão   | Benfica    | prestito      |
| A      | Ewerthon         | Espanyol   | fine prestito |

| Partenze | Partenze                 | Partenze   | Partenze               |
| R.       | Nome                     | a          | Modalità               |
| -------- | ------------------------ | ---------- | ---------------------- |
| P        | Miguel Martínez De Corta | svincolato |                        |
| P        | César Sánchez            | svincolato |                        |
| D        | Juan Francisco García    | svincolato |                        |
| A        | Diego Milito             | Genoa      | definitivo (13000 €)   |
| C        | Óscar González           | svincolato |                        |
| C        | Albert Celades           | svincolato |                        |
| C        | Pablo Aimar              | Benfica    | definitivo (7500000 €) |
| C        | Matuzalém                | Lazio      | prestito               |
| C        | Alberto Montejo          | Numancia B | definitivo             |
| A        | Sergio García            | Real Betis | definitivo             |

### Sessione invernale (dal 1/1 al 31/1)
| Arrivi | Arrivi          | Arrivi      | Arrivi     |
| R.     | Nome            | da          | Modalità   |
| ------ | --------------- | ----------- | ---------- |
| C      | Leonardo Ponzio | River Plate | definitivo |

| Partenze | Partenze         | Partenze         | Partenze      |
| R.       | Nome             | a                | Modalità      |
| -------- | ---------------- | ---------------- | ------------- |
| C        | Peter Luccin     | Racing Santander | prestito      |
| D        | Fábio Coentrão   | Benfica          | fine prestito |
| D        | Sergio Fernández | svincolato       |               |
| C        | Antonio Hidalgo  | Osasuna          | prestito      |

## Risultati

### Coppa del Re

#### Secondo turno
| Arbitro: | Teixeira Vitienes |

|                   |           |  |
| Marcos García 46’ | Marcatori |  |